# Нуньес, Сантьяго Мисаэль
Сантьяго Мисаэль Нуньес (исп. Santiago Misael Núñez; род. 29 апреля 2000, Роке-Перес, Буэнос-Айрес) — аргентинский футболист, защитник клуба «Сантос Лагуна». 

## Клубная карьера
Нуньес — воспитанник клуба «Эстудиантес». 23 апреля 2022 года в матче против «Колона» он дебютировал в аргентинской Примере. 19 апреля 2023 года в поединке Южноамериканского кубка против парагвайского «Такуари» Сантьяго забил свой первый гол за «Эстудиантес». В начале 2024 года Нуньес перешёл в мексиканский «Сантос Лагуна». Сумма трансфера составила 2,5 млн. долларов. 